# Luke Fildes (szermierz)
Luke Fildes (ur. 13 czerwca 1879 w Kensington, zm. 22 kwietnia 1970 tamże) – brytyjski szermierz, członek brytyjskiej drużyny olimpijskiej w 1908 roku.

## Biografia
Urodził się jako Frederick Luke Val Fildes i był synem malarza i ilustratora Luke’a Fildesa. Pracował jako dyplomowany księgowy i radca prawny do początku I wojny światowej. W czasie I wojny światowej Służył w pułku Coldstream Guard, ale po zranieniu w bitwie nad Sommą został instruktorem przygotowania fizycznego i walki na bagnety w garnizonie Aldershot. Po wojnie zajął się biznesem i został sekretarzem w spółce Lever Brothers Limited (ob. Unilever). W 1956 przeszedł na emeryturę. W latach 1934–1967 był również powiernikiem w galeriach sztuki Lady Lever Art Gallery i Collections at Port Sunlight.